# Велика рифтова долина
0°06′ пд. ш. 36°06′ сх. д. / 0.1° пд. ш. 36.1° сх. д.

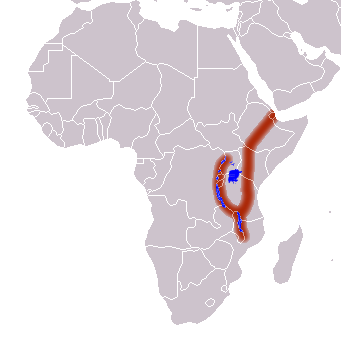
Велика рифтова долина на карті Африки

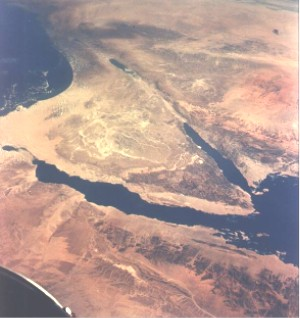
Синайський півострів у центрі, Мертве море й долина Йордану з півночі

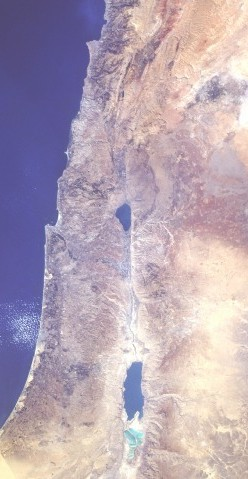
Йорданська долина вигляд з космосу

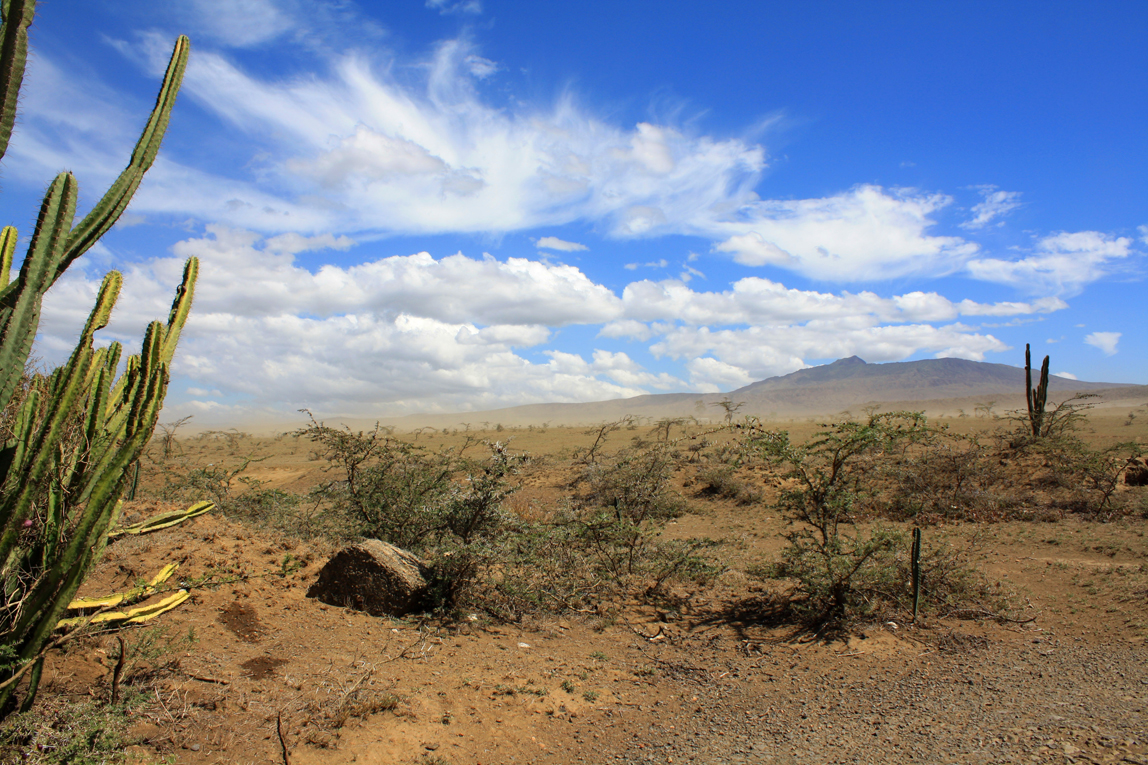
Ландшафт Великого Африканського Розлому неподалік від м. Накуру (Кенія)

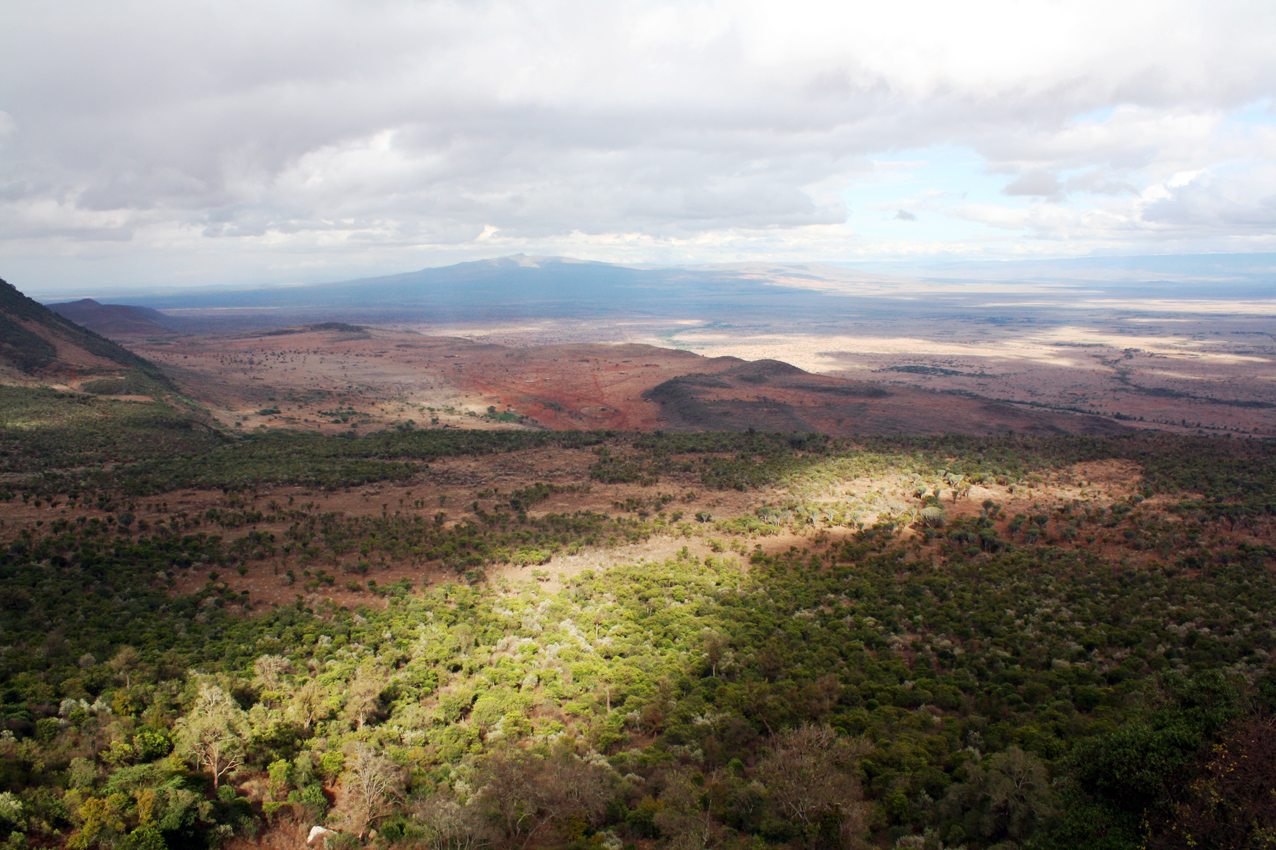
Типовий рельєф Великого Африканського Розлому. (Кенія)

Велика рифтова долина (або Великий Африканський Розлом, англ. Great Rift Valley) — велике рифтове утворення рельєфу, що простягнулося більш ніж на 6000 км від північної Сирії та Мертвого моря в Йорданії до центрального Мозамбіку в Східній Африці. Ширина долини становить від тридцяти до ста кілометрів, глибина — від кількох сотень до тисячі метрів. Сформувалася в результаті геологічних зсувів на межі Африканської й Аравійської тектонічних плит.

## Історія
Така назва була дана наприкінці 19 століття британським дослідником Джоном Волтером Грегорі (англ. John Walter Gregory) долині. Наразі назва вважається геологічно неточною, бо має на увазі декілька окремих рифтів і розломів. Рифт є вузькою зоною, якою Африканська плита розмежовується на дві новітні плити (субплити або протоплити) Нубійську і Сомалійську. На сьогодні її межі від Афарського потрійного розлому в Афарській улоговині до узбережжя центрального Мозамбіку. Швидкість розвитку розлому становить 6–7 міліметрів на рік. У майбутньому це місце буде затоплено, а Кенія перетвориться на острів.

## Географія
Велика рифтова долина має поділ на декілька фізико-географічних провінцій. На півночі вона представлена Рифтом Мертвого моря утворюючи долину Бекаа, що розмежовує гори хребта Ліван від Антилівану, південніше це долина Хула, яка відокремлює Галілейські гори від Голанських висот. Тут розпочинається річка Йордан і тече через озеро Хула і Кінерет, далі Йорданською долиною до Мертвого моря. На південь долина прямує від Арава до затоки Акаба і далі Червоним морем. Від півдня Синайського півострова Рифт Мертвого моря переходить в Рифт Червоного моря і прямує улоговиною Червоного моря. При виході на берег Рифт Червоного моря разом з Аденським хребтом й Східно-Африканським рифтом утворюють Афарський потрійний розлом.
На сході Африки долина має поділ на дві частини: Східна Рифтова долина і Західна Рифтова долина.
Західна Рифтова долина або рифт Альберта, є місце розташування найвищих гір в Африці, на кшталт гори Вирунга, хребет Мітумба, Рувензорський хребет, а також Озера Великої Рифтової долини і одне з найглибших у світі озеро Танганьїка.
Всі Великі Африканські озера утворені в зоні рифту.
Озера Східної Рифтової долини, як правило не стікають в світовий океан, вони неглибокі і мають високий вміст солі. Це озера на кшталт Магаді, Елментеїта, Богорія, Накуру, Найваша.
У Кенії Великий Африканський Розлом починається на півночі біля озера Туркана, проходить через центр країни і закінчується біля озера Натрон, біля кордону з Танзанією. Місцями ширина розлому сягає 65 км, а його глибина — 600–900 м. На території розлому в наш час знаходиться 30 активних або напівактивних вулканів, а також незліченна кількість мінеральних содових джерел, які, вириваючись через поганий дренаж назовні, утворюють на поверхні содові озера. Водорості та ракоподібні, які живуть у цих озерах, є чудовою поживою для фламінго.
Великий Африканський Розлом — екосистема, яка залишається незмінною протягом багатьох століть. У розломі знаходяться два найвідоміших місця палеонтологічних розкопок в Африці: Koobi Fora на східному березі озера Туркана і Olduvai Gorge в танзанійській ділянці розлому.